# Buzz Calkins
 (avril 2021).
Si vous disposez d'ouvrages ou d'articles de référence ou si vous connaissez des sites web de qualité traitant du thème abordé ici, merci de compléter l'article en donnant les références utiles à sa vérifiabilité et en les liant à la section « Notes et références ».
Pour les articles homonymes, voir Calkins.
Buzz Calkins, né le 2 mai 1971 à Denver au Colorado, est un pilote automobile américain.

## Carrière
- 1993 : Indy Lights, 10e
- 1994 : Indy Lights, 10e
- 1995 : Indy Lights, 6e
- 1996 : Indy Racing League, co-champion (1 victoire)
- 1997 : Indy Racing League, 10e
- 1998 : Indy Racing League, 19e
- 1999 : Indy Racing League, 13e
- 2000 : Indy Racing League, 15e
- 2001 : Indy Racing League, 9e